# 霍布斯 (新墨西哥州)
霍布斯（英語：Hobbs）是一個位於美國新墨西哥州利縣的城市。

## 人口
根據2020年美國人口普查的數據，霍布斯的面積為68.47平方千米，當中陸地面積為68.39平方千米，而水域面積為0.08平方千米。當地共有人口40508人，而人口密度為每平方千米592人。